# Sascha Sommer
Sascha Sommer (* 19. November 1984 in Rotenburg) ist ein deutscher Radiomoderator und Journalist.

## Leben
Sascha Sommer wuchs im niedersächsischen Soltau auf. Nach dem Abitur in Hameln sammelte er erste Radio-Erfahrungen als Moderator bei Radio Aktiv und arbeitete mehrere Jahre als Reporter für NDR 1 Niedersachsen. Für ein Studium der Internationalen Fachjournalistik ging Sommer 2008 nach Bremen und absolvierte zusätzlich ein Auslandssemester an der University of Greenwich in London. Bei Bremen Vier präsentierte er als Newsanchor die Nachrichten (Vier-News). Im Herbst 2012 begann er ein journalistisches Programmvolontariat beim Norddeutschen Rundfunk in Hamburg.
Seit Februar 2014 ist er bei NDR 2 und war zunächst als Social Media Redakteur, Sendungsplaner, Nachrichtenredakteur und Präsentator beschäftigt. Seit 2015 ist er auch als Moderator tätig und war in verschiedenen Tagesstrecken, aber auch im gemeinsam mit WDR 2 gesendeten Nachtprogramm zu hören. Als Vertretung moderierte er auch immer wieder den NDR 2 Nachmittag. Seit September 2016 gehört Sascha Sommer zum Kernteam der NDR 2 Moderatoren und war bis Januar 2020 im NDR 2 Vormittag montags bis freitags zwischen 10 und 14 Uhr zu hören. Vom 6. Januar 2020 bis 4. September 2022 moderierte er gemeinsam mit Jessica Müller den NDR 2 Nachmittag zwischen 14 und 19 Uhr sowie weitere NDR 2 Soundcheck-Musikspecials.